# NGC 752
NGC 752 (noto anche come C 28) è un grande ammasso aperto situato nella costellazione di Andromeda.

## Osservazione

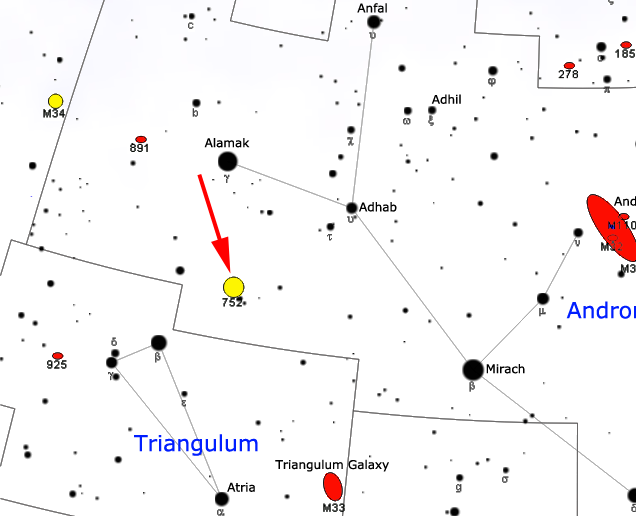
Mappa per individuare NGC 752.

Si individua senza difficoltà a nord della costellazione del Triangolo, circa 3,5° a nordest della stella β Trianguli; è visibile pure ad occhio nudo nelle notti più limpide e buie e appare come un leggero alone chiaro, mentre un binocolo dà già la soddisfazione di risolvere per intero l'ammasso, che si presenta come un insieme molto sparso di diverse decine di stelle, il cui colore dominante è il giallo e l'arancio. Attraverso un telescopio di 100mm di apertura il campo visivo è interamente pervaso da decine di stelle anche a bassi ingrandimenti; strumenti più grandi e focali lunghe non sono particolarmente adatti in quanto gli ingrandimenti eccessivi non consentono di avere una visione d'insieme.
La declinazione moderatamente settentrionale di quest'ammasso favorisce gli osservatori dell'emisfero nord, da dove è ben visibile durante la gran parte delle notti dell'anno; dall'emisfero australe la visibilità è un po' penalizzata, ma resta comunque osservabile anche alle latitudini medio-alte. Il periodo migliore per la sua osservazione nel cielo serale è quello compreso fra settembre e marzo.

## Storia delle osservazioni
NGC 752 venne individuato da Caroline Lucretia Herschel nel 1783 attraverso un telescopio riflettore da 4,2 pollici, segnalandolo in seguito a suo fratello William, che lo riportò nel suo catalogo nel 1786; egli lo descrisse come un ammasso molto esteso e disperso formato da stelle luminose, indicando anche che è visibile a occhio nudo come una macchia nebulosa. Vi sono tuttavia indizi che fanno ritenere che quest'oggetto fosse stato già osservato e riportato da Giovanni Battista Hodierna, già prima del 1654. John Herschel lo riosservò all'inizio dell'Ottocento e lo inserì poi nel suo General Catalogue of Nebulae and Clusters col numero 457.

## Caratteristiche
NGC 752 è un ammasso aperto molto esteso e disperso; la sua distanza è stimata attorno ai 457 parsec (1490 anni luce) ed è compreso all'interno del Braccio di Orione; la sua distanza è più o meno doppia rispetto all'Ammasso di Alfa Persei e viene così a trovarsi al di là delle nubi molecolari che oscurano la Via Lattea in direzione di Perseo e della Giraffa, trovandosi a una distanza simile a quella della Nube di Perseo.
Con un'età superiore al miliardo di anni, è uno degli ammassi aperti più antichi che si conoscano, sebbene risulti essere più giovane di M67 o di NGC 188; alcune stime arrivano a considerare per NGC 752 un'età di 2 miliardi di anni. Gran parte delle circa 80 stelle più luminose che lo compongono sono di classe spettrale F già nella fase di subgigante, mentre sono note almeno 15 giganti rosse; la componente più luminosa è HD 11624, una gigante arancione con classe spettrale K0. Nonostante esista la possibilità che siano presenti numerose componenti di piccola massa come le nane rosse e forse anche qualche nana bianca, il loro contributo alla massa totale dell'ammasso appare essere trascurabile.
Studi condotti attraverso il satellite ROSAT hanno permesso di individuare in questa direzione 49 deboli sorgenti di raggi X, delle quali almeno 7 potrebbero fare effettivamente parte dell'ammasso; fra queste, tre sono binarie di corto periodo, una sembrerebbe essere una blue straggler e una sarebbe una stella in rapida rotazione.

### Opere generali
- (EN) Stephen James O'Meara, Deep Sky Companions: The Caldwell Objects, Cambridge University Press, 2003, ISBN 0-521-55332-6.
- (EN) Jay M. Pasachoff, Atlas of the Sky, in Stars and Planets, New York, NY, Peterson Field Guides, 2000,  p. 578 pg, ISBN 0-395-93432-X.
- (EN) Sir Patrick Caldwell-Moore, Firefly: Atlas of the Universe, Firefly Books Limited, 2003, ISBN 1-55297-819-2.

### Carte celesti
- (EN) Wil Tirion, Barry Rappaport e George Lovi, Uranometria 2000.0 - Volume I - The Northern Hemisphere to -6°, Richmond, Virginia, USA, Willmann-Bell, inc., 1987, ISBN 0-943396-14-X.
- (EN) Wil Tirion e Roger W. Sinnott, Sky Atlas 2000.0 - Second Edition, Cambridge, USA, Cambridge University Press, 1998, ISBN 0-933346-90-5.